# Coll (Schotland)
Coll (Schots-Gaelisch: Cola) is een eiland van de Binnen-Hebriden en valt bestuurlijk onder Argyll and Bute. De hoofdplaats is Arinagaur. Het eiland heeft ongeveer eenzelfde oppervlakte als Terschelling. De hoogste heuvel van het eiland is 104 meter boven NAP.
Coll en Tiree liggen ten westen van het Isle of Mull in de open Atlantische Oceaan en staan bekend als de zonnigste eilanden van Groot-Brittannië.